# غاري دويل
غاري دويل هو لاعب هوكي الجليد كندي، ولد في 6 يناير 1949 في سميث فولس في كندا.

## وصلات خارجية
- غاري دويل على موقع HockeyDB.com (الإنجليزية)
- غاري دويل على موقع Hockey-Reference.com (الإنجليزية)